# Socatri
La SOCiété Auxiliaire du TRIcastin (Socatri) est une filiale d'Eurodif qui exerce des activités sur les matériels et effluents en provenance d’EURODIF (assainissement et maintenance sur les composants) sur le site nucléaire du Tricastin.

## Incidents
- 2001 :
  - Le 29 mars un incendie s'est déclaré dans la gaine de ventilation d'un local nucléaire de la SOCATRI[1].

- 2008 : 
  - Le 24 janvier lors d'une opération de décontamination de matériels par pulvérisation, un opérateur a constaté la présence anormale d'une partie des effluents émis dans une cuve de transfert. Cet événement a été classé au niveau 1 de l'échelle INES[2].
  - Le 4 juillet, à la suite d’opérations de traitement de déchets solides en provenance de l’ANDRA, la SOCATRI a constaté un dépassement, pour le mois de juin, de sa limite de rejet  mensuelle de carbone 14 gazeux[3]. Et un rejet accidentel d'uranium est effectué de nuit entre le 7 et le 8 juillet 2008[4]

- 2011 :
  - Le 30 septembre la SOCATRI est condamnée à une amende de 300 000 euros, à 20 000 euros de dommages et intérêts aux associations parties civiles et à 10 000 euros pour préjudice moral pour «pollution des eaux ayant causé un effet nuisible sur la santé ou des dommages à la flore ou à la faune»[5].

Contamination de la nappe et de cours d'eau par de l'uranium. 

La Gaffière, « qui draine la nappe dans ce secteur, a également été affectée par la pollution. Les valeurs dans la rivière au niveau du site de COMURHEX ont dépassé 100 μg/L entre 1977 et 1980. Plus en aval, la pollution était progressivement diluée par les apports, soit de la nappe, soit des cours d'eau. La surveillance périodique exercée par le CEA (jusqu’en 1978), la COGEMA (1978 - 2001) puis par les filiales d’AREVA (depuis 2001) a permis d’établir une chronique des concentrations moyennes annuelles en uranium dans le Lauzon (en aval de la confluence de la Mayre-Girarde et de la Gaffière) au cours de la période 1964-2008. Dans le Lauzon, la concentration en uranium (moyenne annuelle) a continument dépassé 10 μg/L entre 1974 et 1984 avec un pic à 28 μg/L en 1979. En tenant compte d’un débit de la rivière de 1700 m3/h (déterminé à partir des mesures de mars 2009), on peut estimer à environ 2 tonnes la quantité d'uranium ayant transité dans le Lauzon au cours de ces 10 années. La relation entre la pollution chronique du Lauzon au cours des années 1970-1980  et la pollution de la nappe sur le site de COMURHEX est étayée (...)  ».
À la suite de l’incident SOCATRI de la nuit du 7 au 8 juillet 2008 , à la demande du Ministère de la Santé, l’IRSN a mené dès l’automne 2008 des analyses d’uranium dans la nappe autour du site du Tricastin, en souhaitant associer des ONG et laboratoires environnementaux le souhaitant. L’ASN (Autorité de Sûreté Nucléaire) a sollicité AREVA pour poursuivre de manière plus détaillée une étude de 2007 en incluant notamment les mesures issues du plan de surveillance.
En septembre 2008, AREVA avec l’IRSN et les DDASS ont lancé une seconde étude visant à comprendre d'où venait l'excès d'uranium détecté dans la nappe du Tricastin. Un Groupe de suivi de cette étude (groupe ad hoc)  a été créé en février 2009 pour une étude en 2 phases avec :
1. un état de la connaissance du fonctionnement de la nappe alluviale du Tricastin, illustré par une cartographie des taux d'uranium de la nappe autour du site nucléaire du Tricastin[4] ;
2. l'analyse comparée de 3 hypothèses possibles (dont la crédibilité a été validée par l'IRSN en début d'étude et sur la base des résultats de la 1ère partie de l'étude) quant à l’origine des concentrations les plus élevées en uranium observées dans l’eau de nappe de la plaine du Tricastin : a) l’hypothèse d’une origine en relation avec la géologie locale, b) l’hypothèse d’une origine anthropique autre que celle liée au site nucléaire (ex : uranium provenant de cendres ou mâchefers de lignites autrefois brûlées à proximité, ou d'apports d'engrais phosphatés dont la teneur naturelle en uranium varie de 60 à 84 mg/kg... Hors du secteur Bollène-la-Croisière, l’étude n’a pas trouvé de possibilité de relation entre des activités industrielles présentes ou anciennes et les taux actuellement élevés d'uranium de la nappe, et rien ne plaide en faveur des hypothèses lignites et engrais), c) l’hypothèse d’une origine liée au site nucléaire (depuis 1964 plusieurs accidents survenus au Tricastin ont conduit à des rejets d’uranium, qui ont touché la nappe phréatique sous-jacente[4].

L'étude s'est déroulée en 2009-2010. L'uranium circulant environ 60 fois moins vite que l'eau dans ce sous-sol, selon l'IRSN cette pollution pourrait - pour une partie du site - être une séquelle d'accidents survenus en 1974-1984, ce que Areva dément alors. Pour l'autre partie du site, les teneurs inhabituellement hautes en uranium pourrait être d'origine naturelle.
Antea produit en 2010 un rapport complémentaire de manière « détermination par modélisation hydrodynamique des transferts possibles dans la nappe alluviale au sud du site du Tricastin », et un rapport sur la recherche de formations uranifères dans le sous-sol du Tricastin.